# Championnat de Serbie de basket-ball
Le Championnat de Serbie de basket-ball, (en serbe en écriture cyrillique : Кошаркашка лига Србије, en serbe : Košarkaška liga Srbije ou KLS), officiellement Championnat de Serbie de basket-ball Meridianbet du nom de son sponsor depuis 2011, est une compétition de basket-ball qui représente en Serbie le sommet de la hiérarchie du basket-ball. La seconde division serbe est la KLS 2. Le championnat de Serbie de basket-ball existe depuis 2006.

## Principe
Ce championnat regroupe les dix-sept meilleures équipes serbes. La première partie de la saison, appelée Première ligue, consiste en une poule de 14 équipes se rencontrant chacune à deux reprises (un match à domicile et un match à l'extérieur). Le dernier est relégué en KLS 2. Les cinq premières équipes sont qualifiées pour la deuxième phase et des trois équipes ayant participé à la Ligue adriatique. Cette seconde phase dénommée Superliga voit s'affronter chacune de ces équipes à deux reprises (un match à domicile et un match à l'extérieur), soit quatorze matchs. Les quatre premiers de cette seconde phase s'affrontent lors de playoffs. Les demi-finales se jouent au meilleur des trois matchs, tandis que la finale se joue au meilleur des cinq matchs. Le vainqueur de ces playoffs est désigné champion de Serbie.

## Historique
De la saison 2002-2003 à la saison 2005-2006, ce championnat se disputait avec des clubs monténégrins en tant que championnat de Serbie-et-Monténégro de basket-ball. À compter de la saison 2006-2007, le championnat devient le championnat de Serbie de basket-ball avec uniquement des clubs serbes à la suite de la dissolution de la Serbie-et-Monténégro en 2006, les clubs monténégrins participant dorénavant à leur propre ligue.

## Palmarès

### Championnat de Serbie-et-Monténégro
- 2002-2003 KK Partizan Belgrade
- 2003-2004 KK Partizan Belgrade
- 2004-2005 KK Partizan Belgrade
- 2005-2006 KK Partizan Belgrade

### Saison régulière
| Saison    | Vainqueur de la Première ligue | Vainqueur de la Superliga                       |
| --------- | ------------------------------ | ----------------------------------------------- |
| 2006-2007 | Vojvodina Srbijagas            | Hemofarm                                        |
| 2007-2008 | Swisslion Vršac                | KK Partizan Belgrade                            |
| 2008-2009 | Swisslion Vršac                | KK Partizan Belgrade / Étoile rouge de Belgrade |
| 2009-2010 | Borac Čačak                    | KK Partizan Belgrade                            |
| 2010-2011 | KK Železnik                    | KK Partizan Belgrade                            |
| 2011-2012 | Vojvodina Srbijagas            | KK Partizan Belgrade                            |
| 2012-2013 | Vojvodina Srbijagas            | KK Partizan Belgrade                            |
| 2013-2014 | FMP Zeleznik                   | KK Partizan Belgrade                            |

### Playoffs
| Saison    | Champion                                    | Score                                       | Finaliste                                   | Entraîneur champion  |
| --------- | ------------------------------------------- | ------------------------------------------- | ------------------------------------------- | -------------------- |
| 2006-2007 | KK Partizan Belgrade                        | 3–1                                         | Étoile rouge de Belgrade                    | Duško Vujošević      |
| 2007-2008 | KK Partizan Belgrade                        | 3–1                                         | Hemofarm                                    | Duško Vujošević      |
| 2008-2009 | KK Partizan Belgrade                        | 3–2                                         | Étoile rouge de Belgrade                    | Duško Vujošević      |
| 2009-2010 | KK Partizan Belgrade                        | 3–0                                         | Hemofarm                                    | Duško Vujošević      |
| 2010-2011 | KK Partizan Belgrade                        | 3–0                                         | Hemofarm                                    | Vlada Jovanović      |
| 2011-2012 | KK Partizan Belgrade                        | 3–1                                         | Étoile rouge de Belgrade                    | Vlada Jovanović      |
| 2012-2013 | KK Partizan Belgrade                        | 3–1                                         | Étoile rouge de Belgrade                    | Duško Vujošević      |
| 2013-2014 | KK Partizan Belgrade                        | 3–1                                         | Étoile rouge de Belgrade                    | Duško Vujošević      |
| 2014-2015 | Étoile rouge de Belgrade                    | 3–0                                         | KK Partizan Belgrade                        | Dejan Radonjić       |
| 2015-2016 | Étoile rouge de Belgrade                    | 3–1                                         | KK Partizan Belgrade                        | Dejan Radonjić       |
| 2016-2017 | Étoile rouge de Belgrade                    | 3–0                                         | FMP                                         | Dejan Radonjić       |
| 2017-2018 | Étoile rouge de Belgrade                    | 3–0                                         | FMP                                         | Milenko Topić        |
| 2018-2019 | Étoile rouge de Belgrade                    | 3–1                                         | KK Partizan Belgrade                        | Milan Tomić          |
| 2019-2020 | Annulé en raison de la pandémie de Covid-19 | Annulé en raison de la pandémie de Covid-19 | Annulé en raison de la pandémie de Covid-19 |                      |
| 2020-2021 | Étoile rouge de Belgrade                    | 2–1                                         | KK Mega Basket                              | Dejan Radonjić       |
| 2021-2022 | Étoile rouge de Belgrade                    | 2–0                                         | KK FMP Belgrade                             | Dejan Radonjić       |
| 2022-2023 | Étoile rouge de Belgrade                    | 2–0                                         | KK FMP Belgrade                             | Duško Ivanović       |
| 2023-2024 | Étoile rouge de Belgrade                    | 2–0                                         | KK Partizan Belgrade                        | Ioánnis Sfairópoulos |

## Bilan par club
| Club                     | Titres | Années                                               |
| ------------------------ | ------ | ---------------------------------------------------- |
| Étoile rouge de Belgrade | 9      | 2015, 2016, 2017, 2018, 2019, 2021, 2022, 2023, 2024 |
| KK Partizan Belgrade     | 9      | 2007, 2008, 2009, 2010, 2011, 2012, 2013, 2014, 2025 |

## Récompenses individuelles

### MVP de la Première ligue
| Saison    | MVP                   | Club                               |
| --------- | --------------------- | ---------------------------------- |
| 2006-2007 | Miloš Bojović         | KK Sloga Societe Generale Kraljevo |
| 2007-2008 | Nikola Ilić           | Borac Čačak                        |
| 2008-2009 | Uroš Mirković         | KK Mašinac Krajlevo                |
| 2009-2010 | Aleksandar Mladenović | Ergonom                            |
| 2010-2011 | Nenad Šulović         | KK Napredak Rubin Kruševac         |
| 2011-2012 | Darko Balaban         | Smederevo 1953                     |
| 2012-2013 | Boban Marjanović      | Mega Vizura                        |
| 2013-2014 | Andrija Bojić         | OKK Belgrade                       |
| 2014-2015 | Vuk Malidžan          | OKK Belgrade                       |
| 2015-2016 | Aleksa Avramović      | KK Borac Čačak                     |
| 2016-2017 | Kimani Ffriend        | KK Dynamic                         |
| 2017-2018 | Đukan Đukanović       | KK Metalac Valjevo                 |
| 2018-2019 | Đukan Đukanović (2)   | KK Metalac Valjevo                 |
| 2019-2020 | Andrija Simović       | KK Vojvodina                       |
| 2020-2021 | Đorđe Simeunović      | KK Napredak Aleksinac              |
| 2021-2022 | Dušan Kutlešić        | KK Zlatibor Čajetina               |
| 2022-2023 | Dušan Beslać          | KK Vojvodina Novi Sad              |
| 2023-2024 | Stefan Simić          | KK Vršac                           |
| 2024-2025 | Nemanja Popović       | KK Vršac                           |

### MVP de la Superliga
| Saison    | MVP                                                                                     | Club                                                                                    |
| --------- | --------------------------------------------------------------------------------------- | --------------------------------------------------------------------------------------- |
| 2006-2007 | Miloš Bojović                                                                           | KK Sloga Societe Generale Kraljevo                                                      |
| 2007-2008 | Nikola Ilić                                                                             | Borac Čačak                                                                             |
| 2008-2009 | Novica Veličković                                                                       | KK Partizan Belgrade                                                                    |
| 2009-2010 | Miroslav Raduljica                                                                      | KK Železnik                                                                             |
| 2010-2011 | Marko Ljubičić                                                                          | Metalac                                                                                 |
| 2011-2012 | Miloš Dimić                                                                             | Radnički FMP                                                                            |
| 2012-2013 | Boban Marjanović                                                                        | Mega Vizura                                                                             |
| 2013-2014 | Boban Marjanović                                                                        | Étoile rouge                                                                            |
| 2014-2015 | Boban Marjanović                                                                        | Étoile rouge                                                                            |
| 2015-2016 | Aleksa Avramović                                                                        | KK Borac Čačak                                                                          |
| 2016-2017 | Marko Čakarević                                                                         | KK Dynamic                                                                              |
| 2017-2018 | Nigel Williams-Goss                                                                     | KK Partizan Belgrade                                                                    |
| 2018-2019 | Goga Bitadze                                                                            | KK Mega Basket                                                                          |
| 2019-2020 | non décerné en raison de l'interruption de la saison à cause de la pandémie de Covid-19 | non décerné en raison de l'interruption de la saison à cause de la pandémie de Covid-19 |
| 2020-2021 | non décerné                                                                             | non décerné                                                                             |
| 2021-2022 | non décerné                                                                             | non décerné                                                                             |
| 2022-2023 | non décerné                                                                             | non décerné                                                                             |
| 2023-2024 | non décerné                                                                             | non décerné                                                                             |
| 2024-2025 | non décerné                                                                             | non décerné                                                                             |

### MVP des playoffs
| Saison    | MVP                                                                                     | Club                                                                                    |
| --------- | --------------------------------------------------------------------------------------- | --------------------------------------------------------------------------------------- |
| 2006-2007 | Milan Gurović                                                                           | Étoile rouge de Belgrade                                                                |
| 2007-2008 | Nikola Peković                                                                          | KK Partizan Belgrade                                                                    |
| 2008-2009 | Novica Veličković                                                                       | KK Partizan Belgrade                                                                    |
| 2009-2010 | Bo McCalebb                                                                             | KK Partizan Belgrade                                                                    |
| 2010-2011 | Curtis Jerrells                                                                         | KK Partizan Belgrade                                                                    |
| 2011-2012 | Omar Thomas                                                                             | Étoile rouge de Belgrade                                                                |
| 2012-2013 | Dragan Milosavljević                                                                    | KK Partizan Belgrade                                                                    |
| 2013-2014 | Bogdan Bogdanović                                                                       | KK Partizan Belgrade                                                                    |
| 2014-2015 | Milan Mačvan                                                                            | KK Partizan Belgrade                                                                    |
| 2015-2016 | Maik Zirbes                                                                             | Étoile rouge de Belgrade                                                                |
| 2016-2017 | Ognjen Dobrić                                                                           | Étoile rouge de Belgrade                                                                |
| 2017-2018 | Alen Omić                                                                               | Étoile rouge de Belgrade                                                                |
| 2018-2019 | Billy Baron                                                                             | Étoile rouge de Belgrade                                                                |
| 2019-2020 | non décerné en raison de l'interruption de la saison à cause de la pandémie de Covid-19 | non décerné en raison de l'interruption de la saison à cause de la pandémie de Covid-19 |
| 2020-2021 | Ognjen Dobrić                                                                           | Étoile rouge de Belgrade                                                                |
| 2021-2022 | Nikola Ivanović                                                                         | Étoile rouge de Belgrade                                                                |
| 2022-2023 | Luka Mitrović                                                                           | Étoile rouge de Belgrade                                                                |
| 2023-2024 | Dejan Davidovac                                                                         | Étoile rouge de Belgrade                                                                |
| 2024-2025 | Duane Washington Jr.                                                                    | KK Partizan Belgrade                                                                    |